# Al Eugster
Alfred "Al" Eugster (11 février 1909 - 1er janvier 1997), est un animateur et réalisateur américain ayant travaillé pour plusieurs studios dont les Fleischer Studios, les studios Disney, celui d'Ub Iwerks et Famous Studios. Chez Disney, il était spécialisé sur l'animation de Donald Duck.

## Filmographie
- 1930 : Balancez-vous, pécheurs ! (Swing You Sinners!)
- 1930 : Strike Up the Band
- 1930 : The Grand Uproar
- 1930 : Sky Scraping (es) de Dave Fleischer
- 1931 : I Wonder Who's Kissing Her Now de Dave Fleischer
- 1931 : The Bum Bandit (en)
- 1931 : The Herring Murder Case (es) de Dave Fleischer
- 1931 : Mr. Gallagher and Mr. Shean
- 1931 : Russian Lullaby
- 1932 : A Hunting We Will Go (es)
- 1932 : Stopping the Show (en)
- 1932 : Little House Keeping
- 1932 : Prosperity Blues (en)
- 1932 : The Minstrel Show (en)
- 1933 : Wedding Bells (en)
- 1933 : Wooden Shoes
- 1933 : Bunnies and Bonnets
- 1933 : Antique Antics (en)
- 1933 : Spite Flight
- 1934 : Une petite poule avisée (The Little Red Hen) de Wilfred Jackson
- 1934 : The Brave Tin Soldier (en)
- 1934 : Puss in Boots (en)
- 1934 : The Queen of Hearts
- 1934 : Don Quixote
- 1935 : Old Mother Hubbard
- 1935 : Mary's Little Lamb
- 1935 : Summertime
- 1935 : The Three Bears
- 1936 : Ali Baba
- 1936 : Partie de campagne (Orphans' Picnic)
- 1936 : Dick Whittington's Cat
- 1936 : Le Déménagement de Mickey
- 1936 : Donald et Pluto
- 1937 : Don Donald
- 1937 : Amateurs de Mickey
- 1937 : Vacances à Hawaï
- 1937 : Nettoyeurs de pendules
- 1937 : Blanche-Neige et les Sept Nains
- 1938 : Trappeurs arctiques
- 1938 : Chasseurs de baleines
- 1938 : Donald joue au golf
- 1939 : Donald le chanceux
- 1939 : Mickey à l'exposition canine
- 1939 : Pique-nique sur la plage
- 1939 : Le Pingouin de Donald
- 1939 : Agent Canard
- 1939 : Gulliver's Travels
- 1940 : Donald le riveur
- 1940 : A Kick in Time
- 1940 : Colleurs d'affiches
- 1940 : Way Back When a Razzberry Was a Fruit
- 1940 : Popeye Meets William Tell
- 1940 : The Dandy Lion
- 1941 : Two for the Zoo
- 1941 : Douce et criquet s'aimaient d'amour tendre
- 1942 : Fleets of Stren'th
- 1942 : Baby Wants a Bottleship
- 1942 : A Hull of a Mess
- 1945 : When G.I. Johnny Comes Home
- 1946 : House Tricks?
- 1947 : The Enchanted Square
- 1947 : The Wee Men
- 1947 : Naughty But Mice
- 1947 : The Baby Sitter
- 1948 : Winter Draws On
- 1948 : Sing or Swim
- 1948 : Butterscotch and Soda
- 1948 : Camptown Races
- 1948 : Spinach vs Hamburgers
- 1948 : Readin', Writin', and Rhythmetic
- 1949 : The Emerald Isle
- 1949 : Stork Market
- 1949 : Win, Place and Showboat
- 1949 : Hot Air Aces
- 1949 : Gobs of Fun
- 1949 : Farm Foolery
- 1949 : Our Funny Finny Friends
- 1950 : Blue Hawaii
- 1950 : Detouring Thru Maine
- 1950 : Helter Swelter
- 1950 : Baby Wants Spinach
- 1951 : Sing Again of Michigan
- 1951 : Pilgrim Popeye
- 1952 : Snooze Reel
- 1952 : Off We Glow
- 1952 : Lunch with a Punch
- 1952 : Fun at the Fair
- 1952 : Friend or Phony
- 1952 : Shuteye Popeye
- 1953 : Hysterical History
- 1953 : Ancient Fistory
- 1953 : Invention Convention
- 1953 : Baby Wants a Battle
- 1953 : Popeye, the Ace of Space
- 1954 : Crazy Town
- 1954 : Popeye's 20th Anniversary
- 1954 : Fright to the Finish
- 1954 : A Job for a Gob
- 1955 : Nurse to Meet Ya
- 1955 : Mister and Mistletoe
- 1956 : Assault and Flattery
- 1956 : Mousetro Herman
- 1956 : Parlez Vous Woo
- 1956 : A Haul in One
- 1957 : The Crystal Brawl
- 1957 : L'Amour the Merrier
- 1958 : Dante Dreamer
- 1958 : Chew Chew Baby
- 1960 : Félix le Chat, série télévisée
- 1960 : Out of the Inkwell, série télévisée
- 1964 : Shoeflies
- 1965 : The Story of George Washington
- 1965 : Poor Little Witch Girl
- 1966 : Baggin' the Dragon
- 1966 : The Defiant Giant
- 1966 : Potions and Notions
- 1966 : I Want My Mummy
- 1966 : A Wedding Knight
- 1966 : A Balmy Knight
- 1967 : Think or Sink
- 1967 : Blacksheep Blacksmith
- 1967 : My Daddy the Astronaut
- 1967 : The Squaw Path
- 1967 : The Stuck-Up Wolf
- 1967 : The Opera Caper
- 1967 : Marvin Digs
- 1968 : The Mini Squirts
- 1968 : The Fuz
- 1968 : Mouse Trek
- 1973 : Schoolhouse Rock!, Série télévisée
- 1980 : Drawing Power, Série télévisée